# 飯坂町東湯野
飯坂町東湯野（いいざかまちひがしゆの）は、福島県福島市の地名で飯坂支所所管にあたる飯坂地域内である。本項ではかつて同地域に所在した伊達郡東湯野村についても述べる。

## 飯坂町東湯野
西根堰下の水田地帯や山手の果樹園といった農業地域である。東北自動車道建設に関連した調査で縄文中・後期の住居跡が発掘されているなど遺跡も存在する。

### 地理
福島市北東部及び飯坂地域の東端部に位置し、南で宮代、下飯坂と、西で飯坂町湯野と、北東で伊達郡桑折町松原と、東で伊達市（旧伊達郡伊達町）野崎、柏木町、鶴巻、扇田、江向、中道、上志和田、志和田前、前田、堰上、堰下、上川原とそれぞれ隣接する。

#### 河川・架橋
- 山田川
  - 湯野橋 - 福島県道124号飯坂桑折線
- 伊達西根堰用水
- 東根堰用水

#### 主な字
- 会畑
- 愛宕浦
- 愛宕前
- 石山
- 一本木
- 岩清水
- 鶯谷
- 後原
- 内中島
- 内畑
- 姥石
- 姥石前
- 姥懐
- 馬濯
- 馬繋
- 大滝
- 大樋口
- 岡前
- 落合
- 柿崎

- 鍛冶打
- 樫浦
- 柏木町
- 柏崎
- 片貝堀
- 堅田
- 勝川原
- 金ノ町
- 上岡
- 上川原
- 上五反田
- 上町
- 榧下
- 川原崎
- 河原田
- 岸波
- 北勝川原
- 北畑
- 北原
- 久具田

- 久根添
- 久保
- 車井
- 車松
- 欅下
- 腰巻
- 小性前
- 小樋口
- 小二反田
- 小深田
- 坂本
- 桜田
- 桜町
- 里見
- 茂戸沢
- 新発田
- 下江
- 清水上
- 清水脇
- 下岡

- 下川原
- 下五反田
- 下向
- 菖蒲沢
- 尻明
- 志和田
- 水神平
- 水神前
- 隅田
- 堰上
- 堰下
- 堰端
- 堰間
- 堰向
- 瀬々
- 瀬田
- 外中島
- 外畑
- 反町
- 高橋

- 田子田
- 舘
- 塚田
- 堤前
- 堤山
- 寺西
- 天神前
- 土手下
- 外屋敷
- 豊田
- 鳥居町
- 中川原
- 中瀬
- 中町
- 中屋敷
- 西田
- 西高橋
- 西野崎
- 西畑
- 橋本

- 畑中
- 八景上
- 馬場
- 馬場崎
- 馬場下
- 林崎
- 原田
- 原前
- 東田
- 東野崎
- 東畑
- 平野
- 蛭樋
- 浪田
- 前田
- 前原
- 前屋敷
- 松浦
- 三島
- 水口

- 三隅田
- 道合
- 道端
- 三井島
- 水上
- 南一本木
- 南胡桃作
- 南畑
- 峯越
- 宮後
- 宮西
- 柳町
- 矢波瀬
- 山道
- 横町
- 六反田

### 歴史
- 1889年4月1日 - 伊達郡東湯野村が同郡湯野村と合併し湯野村となる。
- 1901年10月1日 - 湯野村が東湯野村を分村する。
- 1955年3月31日 - 東湯野村が信夫郡飯坂町（旧）・平野村・中野村・伊達郡湯野町・同郡茂庭村と合併し、信夫郡飯坂町（新）が発足。旧東湯野村域は大字東湯野となる。
- 1964年1月1日 - 飯坂町は福島市に編入され、大字東湯野は飯坂町東湯野に改称。

### 施設

#### 教育
- 福島市立東湯野小学校（2022年3月に閉校）

#### 観光
- 上岡遺跡

### 交通

#### バス
福島交通路線バス
- （福島駅方面） - 増田 - 東湯野ふれあいセンター - 東湯野 - （湯野駅方面）
  - 伊達経由湯野

#### 道路
- 国道399号（茂庭街道）
- 福島県道5号上名倉飯坂伊達線
- 福島県道124号飯坂桑折線
- 福島県道314号東湯野寺屋敷線
- 福島市道7号鎌田東湯野線（未事業化）

#### 高速道路
- 東北自動車道

### 世帯数と人口の推移
| 年     | 世帯数（世帯） | 人口（人） |
| ------ | -------------- | ---------- |
| 1907年 | 133            | 1,014      |
| 1920年 | 173            | 1,043      |
| 1935年 | 168            | 1,033      |
| 1947年 | 234            | 1,287      |
| 2012年 | 291            | 867        |
| 2017年 | 289            | 764        |

- 2017年は6月30日現在の世帯数と人口である[1]。

## 東湯野村
東湯野村（ひがしゆのむら）は、福島県伊達郡に属していた村で、1901年4月1日から1955年3月31日のちょうど64年間存在していた。